# LCM
LCM - (ang. Laser Capture Microdissection) Laserowe Pozyskiwanie Mikroskrawków. Metoda pozwalająca na pozyskanie wybranych komórek z fragmentu tkanki. Charakterystyczną cechą metody jest termoplastyczna błona umieszczona nad/pod preparatem, po zwizualizowaniu tkanki pod mikroskopem i rozpoznaniu interesujących nas komórek, za pomocą lasera IR (infra red - podczerwony) następuje zmiękczenie błony, a następnie złączenie jej z komórkami tkanki. 
Metoda LCM została opracowana w 1996 roku w laboratoriach NIH (ang. National Health Institute) przez Michaela R. Emmert-Bucka i współpracowników. Pierwsza publikacja na ten temat pojawiła się w 1996 w listopadowym wydaniu Science Magazine (dokładnie: vol. 274, 8 Nov, 1996, strony 998-1001). 
Źródła:
- Science Magazine (1996, vol. 274, 8 Nov)
- Strona producenta systemów LCM - 'Arctur' 